# Односи са јавношћу
Односи с јавношћу (енгл. public relations, PR) су научна дисциплина која ствара и одржава репутацију, с циљем да се оствари разумевање и подршка, као и да се утиче на мишљења и понашања циљаних јавности. Односи са јавностима су такође планирани и стални посао стварања и одржавања добре воље (ен. goodwill), као и међусобног разумевања између организације (или појединца) и циљаних јавности. У српском језику није уобичајено коришћење појма у скраћеном облику, већ се користи енглеска скраћеница ПР, или пун назив односи са јавношћу. Односи с јавношћу могу укључивати организацију или појединца који постају изложени својој публици користећи теме од јавног интереса и вести које не захтевају директно плаћање. Излагање је углавном засновано на медијима и то га разликује од оглашавања као облика маркетиншке комуникације. Односи с јавношћу имају за циљ да креирају или добију покривеност за клијенте бесплатно, такође познато као зарађени медији, уместо да плаћају за маркетинг или оглашавање, који су познати као плаћени медији. Међутим, почетком 21. века оглашавање је такође део ширих ПР активности.
Пример добрих односа са јавношћу био би генерисање чланка са клијентом ПР фирме, уместо да се плаћа да се клијент оглашава поред чланка. Циљ односа с јавношћу је да информише јавност, потенцијалне купце, инвеститоре, партнере, запослене и друге заинтересоване стране и убеди их да задрже позитиван или повољан став о организацији, њеном руководству, производима или политичким одлукама. Стручњаци за односе с јавношћу обично раде за ПР и маркетиншке фирме, предузећа и компаније, владине и јавне службенике као службеници за јавно информисање и невладине организације, и непрофитне организације. Послови који су централни за односе с јавношћу укључују интерне позиције као што су координатор за односе с јавношћу, специјалиста за односе с јавношћу, и менаџер за односе с јавношћу, и позиције ван агенција као што су координатор налога, извршни директор, супервизор налога и менаџер за односе с медијима.
Специјалисти за односе с јавношћу успостављају и одржавају односе са циљном публиком организације, медијима, релевантним трговинским медијима и другим лидерима мишљења. Заједничке одговорности укључују дизајнирање комуникацијских кампања, писање саопштења за штампу и другог садржаја за вести, рад са штампом, договарање интервјуа за портпароле компаније, писање говора за челнике компаније, деловање у својству портпарола организације, припрему клијената за конференције за штампу, интервјуе за медије и говоре, писање садржаја веб страница и друштвених медија, управљање репутацијом компаније (управљање кризним ситуацијама), управљање интерном комуникацијом и маркетиншке активности као што су свест о бренду и управљање догађајима. Успех у области односа са јавношћу захтева дубоко разумевање интереса и забринутости сваког од многих актера компаније. Професионалац за односе с јавношћу мора знати како да ефикасно одговори на те проблеме користећи најмоћније средство трговине односима с јавношћу, а то је публицитет.

## Дефиниције односа с јавношћу
Постоје бројне дефиниције односа с јавношћу. Односи с јавношћу су друштвена наука која анализира трендове, предвиђа њихове последице, саветује менаџере и спроводи планиране програме акција са сврхом да служе организацијском и јавном интересу. Практичари односа са јавношћу планирају, успостављају и одржавају добар глас и међусобно разумевање између организације и њених јавности. Неки аутори сматрају да су односи с јавношћу истоветни пропаганди. Ајви Ли, човек који је преобратио име и слику Рокфелера, и његов пријатељ Едвард Луис Бернејс, успоставили су прву дефиницију односа с јавношћу почетком 20. века на следећи начин: „функција управљања, која табеларно приказује ставове јавности, дефинише политике, процедуре и интересе организације ... након чега следи извршавање програма акције како би се задобило разумевање и прихватање јавности.“ Међутим, када је Ли касније упитан о његовој улози на саслушању са Јунајтедовом транзитном комисијом, он је рекао: „Никада нисам успео да нађем задовољавајућу фразу којом бих описао оно што радим.“ Године 1948, историчар Ерик Голдман је приметио да дефиниција односа с јавношћу у Вебстеру може бити „спорна од стране практичара и критичара у том пољу.“
Према Бернајсовим речима, саветник за односе са јавношћу је агент који ради са савременим медијима комуникације и са групним формацијама друштва у циљу пружања идеја јавној свести. Штавише, он се такође бави идеологијама и правцима деловања, као и материјалним добрима и услугама, јавним комуналним и индустријским удружењима, и великим трговинским групама за које обезбеђује народну подршку.

У августу 1978. Светска скупштина удружења за односе с јавношћу дефинисала је ову област као
„уметност и друштвена наука анализирања трендова, предвиђања њихових последица, саветовања организационих лидера, и спровођења планираних програма деловања, који ће служити и организацији и јавном интересу.“
Америчко струковно удружење односа с јавношћу, струковно трговачко удружење, дефинише односе с јавношћу као „процес стратешке комуникације које гради узајамне корисне односе између организације и њене јавности”.
Током 2011. и 2012. године, PRSA је тражила од публике да пружи дефиниције за овај термин и омогућила јавности да гласа за једног од три финалиста. Победничка дефиниција је гласила:
„Односи с јавношћу су стратешки комуникациони процес који гради узајамно корисне односе између организација и њихових јавности.“

## Историја
У теорији постоји историјска одредница почетка ПР-а која говори да ”ПР почиње кад су људи почели да комуницирају и кад је требало да мотивишу друге”. У складу са тим говори се о праисторијским цртежима и хијероглифима, као првим манифестним облицима односа са јавношћу јер су имали за циљ да убеде, увере и пренесу поруку, што су и данас важне функције ПР-а.
Значајно за ПР, штампане медије и науку уопште био је проналазак штампе Јохана Гутенберга у 15. веку који је омогућио масовно штампање и брже и аутентичније ширење информација.
Посебно у 17. веку појавном новина, Гутенбергов проналазак доживљава афирмацију у ширењу информација и владари постају свеснији важности комуникације са поданицима при придобијању подршке и при мотивацији за учешће у ратовима и наплати пореза.
У Европи су почетком 17. века публиковане фасцинантне приче о Новом Свету које су имале за циљ да мотивишу насељавање у Америку (“New Found Land of Virginia”- Sir Walter Raleigh, Lord Baltimore “Maryland Colony”). Готово да је свима јасно данас да је прави циљ “Федералистичких списа” био добијање подршке за ратификацију Устава Сједињених Америчких Држава.
Индустријска револуција значајно је утицала на заснивање ПР-а као праксе, јер се нагло повећала производња коју је адекватно требало да испрати дистрибуција. ПР је одиграо важну улогу у креирању потреба на тржишту, посебно за до тада непознате производе.
Индустријализација је условила и брз развој железнице која је убеђивањем људи у предности живота на другом месту. Растом популације у одређеним регионима расла је и индустријализација тих региона што је нпр. у САД довело до насељавања западне обале где је данас лоцирана и 4. економска сила света, Калифорнија.
Кроз читаву историју Владе и владари најинтензивније су користиле ПР у светским ратовима да убеде становништво у исправност сопствених циљева, да мотивишу добровољно учествовање и да одржавају ниво морала грађана и војника.

## Савремени односи с јавношћу
Као место рођења савременог ПР-а узимају се Сједињене Америчке Државе, а као година настанка рачуна се 1897. јер се управо те године појам „public relations“ појавио у годишњаку америчке железнице. Исте године формирало се и прво интерно одељење за односе са јавношћу у америчкој компанији „Westinghouse electric“ које је формирано да реализује важне циљеве компаније, односно сузбије утицај конкуренције.
Прва специјализована агенција „The publicity bureau“ основана је 1900. у америчком граду Бостону. Теодор Рузвелт 1905. године формира прву канцеларију за односе са медијима путем које промовише националне паркове Америке и из које новинари добијају говоре председника унапред.
Први уџбеник из односа са јавношћу је објављен 1923. године под називом „Crystallizing Public Opinion“ (Кристализирање јавног мишљења) кога је објавио Др. Едвард Бернаус, иначе нећак чувеног психолога и научника Зигмунда Фројда и који се незванично назива „оцем“ ПР-а.
У Сједињеним државама се 1940. године организују курсеви из односа са јавношћу на Универзитетима, а већ 1947. године се отварају специјализоване школе за ПР и ПР се уводи као посебна научна дисциплина на економским и других факултетима друштвених наука.
Америчка удружење за односе са јавношћу (ПРСА – Public Relation Society of America) оснива се 1947. године, а већ наредне године формира се Институт за односе са јавношћу ИПР (Institute for Public Relations).
Међународно удружење за ПР (ИПРА – The International Public Relation Association) формира се 1955. године, а прва европска асоцијација се формира 1959. године под именом Европска конфедерација за односе с јавностима (CERP – Confederation Europeenne des Relations Publique).
Први кодекс професионалних стандарда усвојен је у САД 1954. године у Америчком удружењу за односе са јавношћу (ПРСА), а 11 година касније, 1965. године ИПРА и ЦЕРП усвајају су међународни кодекс етичког понашања који се назива «Атински кодекс».
Данас се у САД око пола милиона људи се професионално ПР-ом, а светска престоница ПР-а је Њујорк са преко 700 специјализованих агенција за ПР и са 1997. године основаним првим музејом ПР-а на свету www.prmuseum.com.